# Polypedilum aripuana
Polypedilum aripuana är en tvåvingeart som beskrevs av Bidawid 1996. Polypedilum aripuana ingår i släktet Polypedilum och familjen fjädermyggor. Inga underarter finns listade i Catalogue of Life.